# Diacanthous
Diacanthous — род жуков из семейства щелкунов подсемейства Dendrometrinae.

## Описание
Жуки средних размеров. Тело более или менее параллельностороннее, обычно двухцветные. Клипеальная область узкая. Усики и самца и самки пиловидные с третьего сегмента. Задний край проплевр с небольшой выемкой. Бедренные покрышки задних тазиков сужаются по направлению наружу равномерно или слабо. Первый сегмент лапок с нечётким, второй, третий и четвёртый сегменты с чётким зачатком лопастинки.

## Систематика
В составе рода:
- вид: Diacanthous ainu Miwa, 1928
- вид: Diacanthous amurensis Platia & Gudenzi, 1999
- вид: Diacanthous antennatus Kishii, 1957
- вид: Diacanthous bifasciatus Gyllenhal, 1808
- вид: Diacanthous cinereofasciatus Eschscholtz, 1829
- вид: Diacanthous dshesynensis Cherepanov, 1957
- вид: Diacanthous ontakeanus
- вид: Diacanthous undosus
- вид: Щелкун волнистый (Diacanthous undulatus (De Geer, 1774))